# Cremastus gallaecola
Cremastus gallaecola är en stekelart som beskrevs av Joseph Augustine Cushman 1917. Cremastus gallaecola ingår i släktet Cremastus och familjen brokparasitsteklar. Inga underarter finns listade i Catalogue of Life.